# Scytodes auricula
Scytodes auricula – gatunek pająka z rodziny rozsnuwaczowatych.
Gatunek ten został opisany w 2000 roku przez C.A. Rheims i A.D. Brescovita. Miejscem typowym jest Morro Queimado.
Samce osiągają od 4,12 do 5,25 mm, a samice od 5,75 do 6,5 mm długości ciała. Karapaks mają żółty z delikatnym czarnym wzorkiem, nogogłaszczki żółte z brązowymi plamami na wierzchniej stronie, a odnóża żółte z dwoma czarnymi pasami i czarnymi plamkami. Warga dolna, endyty i sternum kremowe z brązowymi brzegami. Na wierzchu kremowej opistosomy obecne 4 pary czarnych, poprzecznych znaków, a po bokach i z przodu jeszcze czarne plamki. Narządy rozrodcze samca charakteryzuje sierpowaty embolus ze ściętym na szczycie wyrostkiem dystalnym, bardzo mała apofiza i dwa dystalnie zakrzywione kolce na cymbium. Samica ma narządy rozrodcze o rozszerzonej ku przodowi listwie pozycjonującej i z dwoma parami spermatek: jedną kulistych na słabo widocznych szypułkach, a drugą – diamentokształtnych z szypułkami falistymi.
Pająk endemiczny dla Brazylii, znany ze stanów Acre, Amazonas, Rondônia, São Paulo i Tocantins.